# Bok Palanječki
Bok Palanječki (1948-ig Bok) falu Horvátországban, Sziszek-Monoszló megyében. Közigazgatásilag Martinska Ves községhez tartozik.

## Fekvése
Sziszek városától 4 km-re északkeletre, községközpontjától légvonalban 9, közúton 12 km-re délre a Száva jobb partján fekszik. Tipikus egyutcás szávamenti település, melynek házai a Száva egykori árterét követő főutca mentén sorakoznak és amely máig is nagyrészt megőrizte régi arculatát. Régi emeletes faházai általában észak-déli tájolásúak és a 18. század második felében, illetve a 19. század első felében épültek. A település közepén az útkereszteződésben áll Szent Péter és Pál apostolok tiszteletére szentelt kápolnája.

## Története
A település neve 1228-ban „Racou locus” néven tűnik fel először. Később „Rakov Bok”, majd egyszerűen csak „Bok” néven szerepel korabeli forrásokban. A zágrábi káptalan sziszeki uradalmához tartozott. A 16. század végén a török elleni harcokban, majd a tizenöt éves háborúban sok boki jobbágy is részt vett. Részesei voltak a keresztény sereg 1593. június 22-én Hasszán boszniai pasa felett aratott nagy győzelmének is. 1773-ban az első katonai felmérés térképén „Dorf Book” néven szerepel. A 19. században előbb rövid ideig francia, majd osztrák uralom alatt állt.
1857-ben 353, 1910-ben 377 lakosa volt. 1918-ban az új szerb-horvát-szlovén állam, majd később Jugoszlávia része lett. A II. világháború idején a Független Horvát Állam része volt. A háború után a béke időszaka köszöntött a településre, enyhült a szegénység és sok ember talált munkát a közeli városban. A falu 1991. június 25-én a független Horvátország része lett. 2011-ben 138 lakosa volt.

## Népesség
| Lakosság változása | Lakosság változása | Lakosság változása | Lakosság változása | Lakosság változása | Lakosság változása | Lakosság változása | Lakosság változása | Lakosság változása | Lakosság változása | Lakosság változása | Lakosság változása | Lakosság változása | Lakosság változása | Lakosság változása | Lakosság változása |
| ------------------ | ------------------ | ------------------ | ------------------ | ------------------ | ------------------ | ------------------ | ------------------ | ------------------ | ------------------ | ------------------ | ------------------ | ------------------ | ------------------ | ------------------ | ------------------ |
| 1857               | 1869               | 1880               | 1890               | 1900               | 1910               | 1921               | 1931               | 1948               | 1953               | 1961               | 1971               | 1981               | 1991               | 2001               | 2011               |
| 353                | 395                | 358                | 367                | 358                | 377                | 373                | 342                | 350                | 324                | 292                | 249                | 207                | 204                | 160                | 138                |

## Nevezetességei
- Szent Péter és Pál apostolok tiszteletére szentelt kápolnája[5] a falu közepén az útkereszteződésben áll. Egyhajós, négyszögletes alaprajzú épület, melyet 1752-ben építettek Terihaj zágrábi kanonok rendelkezése alapján faragott tölgyfagerendákból. Berendezésének elkészítésén zágrábi mesterek dolgoztak. Az oltár Antun Reiner szobrászművész munkája. A kápolna területét kerítés választja el az utcától.
- Mögötte barokk képoszlop található, melyet római kőoszlopból faragtak.
- Régi emeletes faházai[6] általában észak-déli tájolásúak és a 18. század második felében, illetve a 19. század első felében épültek. Alapjuk többnyire téglából, de többnek az alapjában az ókori Sisciából származó kőtömbök is találhatók. A házak felső része fából épült.